# Pilocrocis bastalis
Pilocrocis bastalis là một loài bướm đêm trong họ Crambidae.